# Nína Björk Árnadóttir
Nína Björk Árnadóttir (7. června 1941 – 16. dubna 2000) byla islandská básnířka.
Napsala několik básnických sbírek:
- Děti v zahradě (1971)
- Kvůli mně a tobě (1977)
- Černý kůň ve tmě (1982)
- Bílý klaun (1988)
- Anděl ve sněhu (1994)
- Až sem (1996).

Mimo to je též autorkou několika divadelních her a románů.